# Wan Azizah Wan Ismail

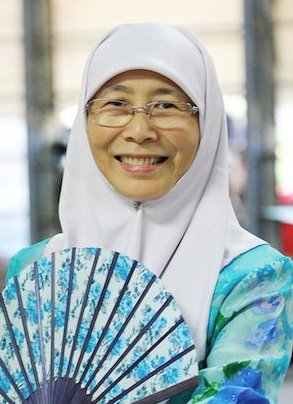
Wan Azizah Wan Ismail

Wan Azizah Wan Ismail, född 3 december 1952, är en malaysisk politiker och läkare.
Ismail gick först i St Nicholas klosterskola i Alor Setar. Hon gick sedan Tunku Kurshiah College i Seremban. Efter sin examen studerade hon medicin vid Royal College of Surgeons på Irland där hon tog examen. Hon återvände till Malaysia och arbetade 14 år som läkare i statlig tjänst. Ismail är gift med den malaysiska politikern Anwar Ibrahim. I kölvattnet av sin mans politiska karriär engagerade hon sig i politisk lobbying. 
Efter hennes makes gripande 20 september 1998, på grund av påstådd korruption och homosexuella handlingar, blev hon ledare för reformrörelsen Reformasi. Hennes man dömdes till fängelse. Hon ledde ADIL, en medborgerlig rättighetsorganisation och hjälpte som dess första ordförande till att grunda oppositionspartiet Nationella Justice Party 4 april 1999. 1999 valdes hon in som parlamentsledamot i Malaysia. Den 3 augusti 2003 gick partiet National Justice Party samman med Parti Rakyat Malaysia och bildade oppositionspartiet Parti Keadilan Rakyat.
Ismail är för närvarande ordförande i oppositionspartiet Parti Keadilan Rakyat. Från 1999 till 2008 var hon invald i parlamentets andra kammare Dewan Rakyat för staden Permatang Pauh, Penang. Den 31 juli 2008 lämnade hon sin plats i parlamentet, för att möjliggöra för sin make, som åter släppts ur fängelset att väljas in i parlamentet. I fyllnadsvalet den 26 augusti 2008 lyckades Anwar Ibrahim bli invald.